# 關8比賽中
《關西傑尼斯的分類∞》（関ジャニの仕分け∞）為朝日電視台遊戲節目，逢周六19:54（JST）播出，每次57到60分鐘，有時也會有2小時特別節目。由關8主持，垂木勉擔任旁白作介紹以及說明。2011年4月6日開始播出；同年9月10日起，正式升格黃金時段節目。台灣緯來日本台的播出名稱為「關8比賽中」（原音配上中文字幕播出），從2012年12月開始播出，播放集數和日本不同，順序也不定，2014年10月緯來日本台改至每週日晚間5:30播出。2015年3月朝日電視台宣布關8比賽中即將停播，2015年3月21日關8比賽中播出最終回，最後關8代表大倉忠義在太鼓達人比賽獲勝為節目畫下句點。
在日本播映結束後，經過約半年的時間，從2015年9月25日開始，以原本仕分け∞的音樂類企劃為底，製作不定期的特別節目『関ジャニ∞のTheモーツァルト 音楽王No.1決定戦』，主持人則由關8成員村上信五、安田章大、大倉忠義共同主持。

## 概要
由關8主持，進行對各式各樣事物的分類企劃。

### 企劃
- 太鼓達人節奏感對決
- 辨別出女裝男
- 辨別出能唱贏專業歌手的諧星唱將
- 對傑尼斯的愛的分類
- 辨別出混在小學生中的媽媽
- 辨別出實際上很弱的藝人
- 辨別出柔軟女王No.1
- Dance的分類
- 默契7

## 特別節目

### 關8比賽中 莫札特音樂王No.1決定戰
- 播映時段：星期五19:00 - 21:48→星期六10:00-（168分）
- 播映日期：2015年9月25日、12月18日、2016年9月30日、2017年3月11日・2017年5月5日

## 外部連結
- 官方网站（日語）
- 緯來日本台官方網站
- 関ジャニ∞のTheモーツァルト 音楽王No.1決定戦

| 日本朝日電視台 · 週三 25:21 - 25:51 | 日本朝日電視台 · 週三 25:21 - 25:51        | 日本朝日電視台 · 週三 25:21 - 25:51 |
| ----------------------------------- | ------------------------------------------ | ----------------------------------- |
|                                     | 關8比賽中 （2011年4月6日－2011年9月28日）  |                                     |
| —                                   | —                                          |                                     |
| 週六 19:54 - 20:51-54               |                                            |                                     |
| —                                   | 關8比賽中 （2011年9月10日－2015年3月21日） | —                                   |

| 香港香港有線電視 | 香港香港有線電視 | 香港香港有線電視 |
| ---------------- | ---------------- | ---------------- |
|                  | 靠估兵團         |                  |
| —                | —                |                  |

| 臺灣緯來日本台 | 臺灣緯來日本台 | 臺灣緯來日本台 |
| -------------- | -------------- | -------------- |
|                | 關8比賽中      |                |
| —              | —              |                |